# Staatliche Ozeanverwaltung

Emblem der Staatlichen Ozeanverwaltung

Die Staatliche Ozeanverwaltung (chinesisch 國家海洋局 / 国家海洋局, Pinyin Guójiā Hǎiyáng Jú) ist eine für Meeresforschung, Fischereiaufsicht und unterseeische Bodenschätze zuständige Dienststelle des Ministeriums für natürliche Ressourcen der Volksrepublik China. Ihr Hauptsitz befindet sich im Stadtbezirk Xicheng von Peking. Nachdem die Dienststelle am 17. März 2018 ihren Status als eigenständige Behörde verlor, wird sie weiterhin von Wang Hong (王宏, * 1963) geleitet, dem letzten Direktor und seit Juli 2020 Staatssekretär im Ministerium für natürliche Ressourcen.

## Geschichte
Innerhalb der im November 1958 gegründeten Staatskommission für Wissenschaft und Technologie gab es eine Arbeitsgruppe Meereskunde (海洋专业组), die 1962 eine Reihe von Wissenschaftlern der diesbezüglichen Fachgebiete bat, einen „Plan für die Entwicklung der Meereskunde unseres Landes in den kommenden 10 Jahren“ (我国海洋科学十年发展规划) auszuarbeiten. Dies stellte den Beginn der staatlichen Meeresforschung in China dar.
Im März 1963 hielt die Arbeitsgruppe Meereskunde in den Westbergen von Peking eine Tagung ab, um den Entwicklungsplan zu besprechen. Schon vor Beginn der Tagung, an der Experten von Forschungseinrichtungen des ganzen Landes, Hochschulprofessoren und Fachleute der Marine teilnahmen, wurde vorgeschlagen, eine Behörde zu schaffen, wo unter einem Dach die Ergebnisse aller meereskundlichen Untersuchungen aufbewahrt werden und für Forschung, Wirtschaft und Militär zugänglich gemacht werden sollten. Nach ausführlicher Diskussion richteten Konteradmiral Yuan Yelie (袁也烈, 1899–1976), der Leiter der Arbeitsgruppe Meereskunde, sein Stellvertreter Konteradmiral Yu Xiaohong (于笑虹, 1914–1973), der Meteorologe Yao Zhensheng (幺枕生, 1910–2005) und 26 weitere Experten am 6. Mai 1963 ein gemeinsam unterzeichnetes Schreiben an die Staatskommission für Wissenschaft und Technologie, das Zentralkomitee der Kommunistischen Partei Chinas und den Staatsrat der Volksrepublik China, in dem sie die Gründung einer Staatlichen Ozeanverwaltung anregten, um die Sicherheit der Seefahrt, die Nutzung der Fischgründe, die Suche nach unterseeischen Erzlagerstätten, den Bau von Marinebasen und die Seekriegsführung zu optimieren.
Am 4. Januar 1964 schickte die Betriebszelle der KPCh bei der Staatskommission für Wissenschaft und Technologie einen Brief an Deng Xiaoping (damals Generalsekretär des Politbüros der Kommunistischen Partei Chinas) und empfahl offiziell die Gründung einer Staatlichen Ozeanverwaltung. Gut einen Monat später, am 11. Februar 1964, genehmigte das Zentralkomitee der KPCh die Gründung der Ozeanverwaltung; im Auftrag des Staates sollte die Marine der Volksrepublik China die Betreuung der Behörde übernehmen. Am 22. Juli 1964 erteilte schließlich der Ständige Ausschuss des Nationalen Volkskongresses die formale Genehmigung, die Staatliche Ozeanverwaltung als dem Staatsrat unterstellte Behörde einzurichten. Dies gilt heute als Gründungstag der Ozeanverwaltung.
Am 1. September 1964 nahm die Behörde in einer europäischen Villa im Stadtbezirk Dongcheng von Peking die Arbeit auf, und am 31. Oktober 1964 wurde Konteradmiral Qi Yong (齐勇, 1915–1968) vom Staatsrat zum Leiter der Staatlichen Ozeanverwaltung ernannt. Im folgenden Jahr wurden in Tianjin ein Meeresinformationszentrum (海洋情报资料中心) und ein Forschungsinstitut für ozeanografische Messinstrumente (海洋仪器研究所) eingerichtet. Außerdem eröffnete die Behörde drei Zweigstellen:
- Zweigbüro Gelbes Meer (北海分局) in Qingdao
- Zweigbüro Ostchinesisches Meer (东海分局) in Ningbo
- Zweigbüro Südchinesisches Meer (南海分局) in Guangzhou

Als Aufgaben der Zweigbüros wurden definiert:
- Erstellung von Profilen der in ihrem Zuständigkeitsbereich liegenden Küstengewässer sowie Dokumentierung der Küsten
- Einrichtung und Betreuung von Beobachtungsstationen entlang des Meeres, Veröffentlichung von hydrologischen Vorhersagen
- Betreuung von meereskundlichen Forschungsinstituten und Bau einer Flotte von Forschungsschiffen

Nach Genehmigung durch den Führungsstab der Marine (海军司令部) richtete die Staatliche Ozeanverwaltung in Peking eine Zentralstelle für hydrologische und Wettervorhersagen (海洋水文气象预报总台) ein, deren Hauptaufgabe es war, für die Marine die Gefahren bei Manövern und gegebenenfalls Seegefechten zur verringern. Außerdem stellte die Einrichtung diese Daten auch der nationalen Hochseefischerei, dem Seeverkehr und auf dem Meer aktiven Ölbohrtrupps zur Verfügung. Die damals geschaffenen Strukturen sind im Prinzip bis heute erhalten.
Am 19. April 1993 beschloss der Staatsrat der Volksrepublik China, die Staatliche Ozeanverwaltung aus der Zuständigkeit der Marine herauszulösen und sie der Staatskommission für Wissenschaft und Technologie zu unterstellen. Als bei einer vom Nationalen Volkskongress am 10. März 1998 verabschiedeten Kabinettsreform die Staatskommission in das heutige Ministerium für Wissenschaft und Technologie umgewandelt wurde, wurde die Ozeanverwaltung als eine Nationale Behörde (部管国家局) dem Ministerium für Bodenressourcen unterstellt.

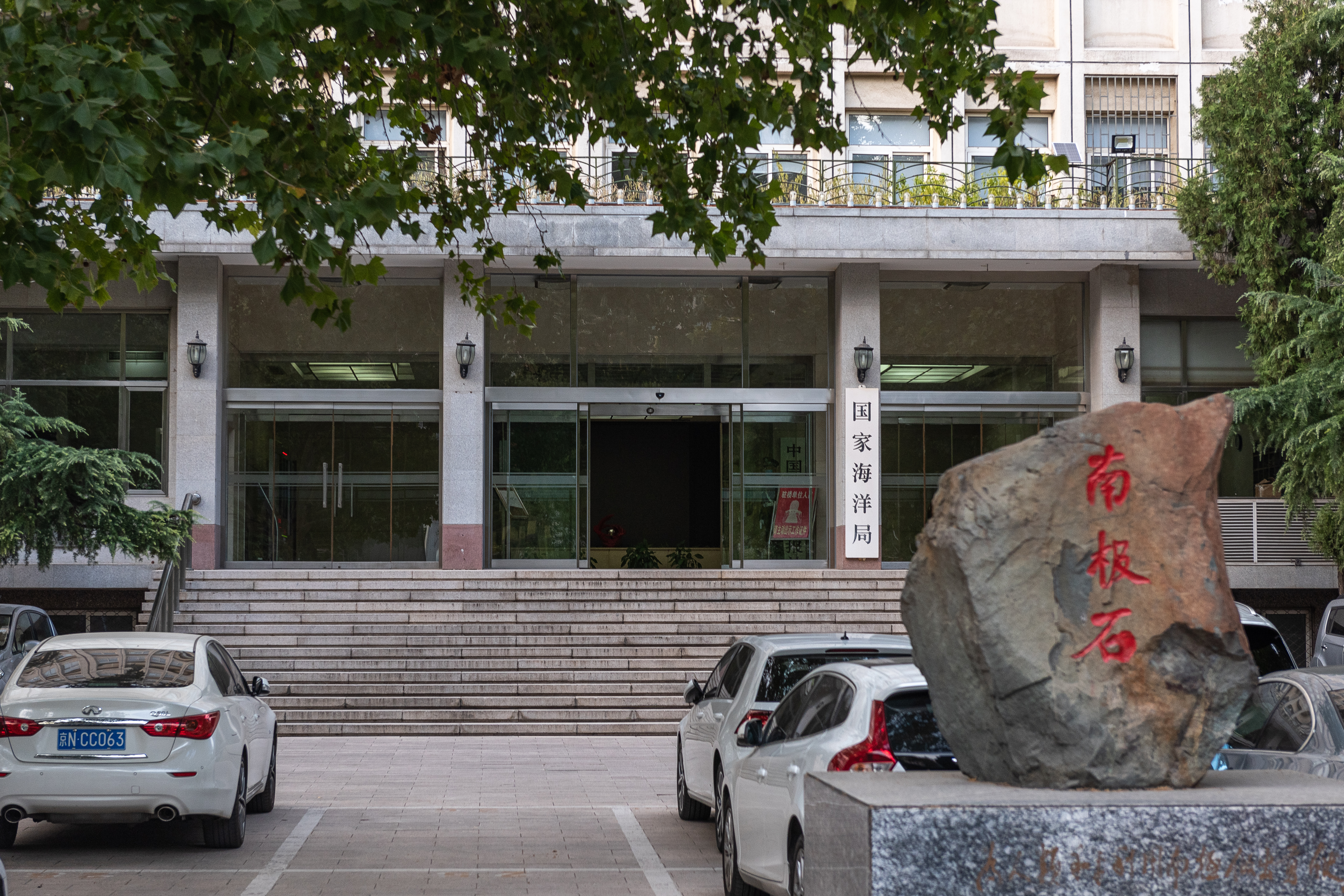
Staatliche Ozeanverwaltung 2020. Bis 2018 hing das Türschild über der helleren Stelle an der Säule links vom Eingang, das Türschild der Küstenwache an der Stelle des heutigen Ozeanverwaltung-Schildes. Auf dem Felsen steht noch „Südpolstein“.

Da eine ganze Reihe von Behörden für maritime Belange zuständig waren, führte die Durchsetzung der Gesetze zu Reibungsverlusten. So wurden zum Beispiel Fischer mehrfach kontrolliert. Um den Schutz der maritimen Ressourcen und ihre vernünftige Nutzung besser zu gestalten, wurden bei einer vom Nationalen Volkskongress am 10. März 2013 verabschiedeten Kabinettsreform die Aufgaben der Meeresüberwachung, des Grenzschutzes, der Fischereiaufsicht und der Schmuggelbekämpfung ausschließlich der Staatlichen Ozeanverwaltung übertragen.
Ab dem 22. Juli 2013, dem 49. Jahrestag der Behördengründung, operierte sie nun sowohl unter dem Namen „Staatliche Ozeanverwaltung“ (国家海洋局) als auch unter dem Namen „Chinesische Küstenwache“ (中国海警局).
Am 17. März 2018 verabschiedete der Nationale Volkskongress eine weitere Kabinettsreform, bei der das Ministerium für Bodenressourcen aufgelöst und stattdessen das Ministerium für natürliche Ressourcen der Volksrepublik China geschaffen wurde, das im Wesentlichen die Kompetenzen des alten Ministeriums übernahm. Für die Interaktion  mit anderen Dienststellen operierte das neue Ministerium nun je nach Fachgebiet unter dem Namen „Ministerium für natürliche Ressourcen“ oder „Staatliche Ozeanverwaltung“. Die Ozeanverwaltung war keine Behörde mehr, sondern eine Abteilung des Ministeriums. Die Aufgaben der Ozeanverwaltung in Bezug auf maritimen Umweltschutz wurden dem neugeschaffenen Ministerium für Ökologie und Umwelt (中华人民共和国生态环境部) übertragen. Für die bislang der Ozeanverwaltung unterstellten Naturschutzgebiete war nun die Staatliche Forst- und Graslandverwaltung (国家林业和草原局) im Ministerium für natürliche Ressourcen zuständig.
Die Chinesische Küstenwache wurde per Beschluss des Ständigen Ausschusses des Nationalen Volkskongresses vom 22. Juni 2018 mit Wirkung vom 1. Juli 2018 in die Bewaffnete Volkspolizei überführt.
Das Chinesische Polarforschungszentrum, das seit seiner Gründung 1989 der Staatlichen Ozeanverwaltung unterstanden hatte, und das 2. Meeresforschungsinstitut in Hangzhou, seit der Gründung 1966 bei der Staatlichen Ozeanverwaltung, wurden im November 2018 aus deren Zuständigkeit herausgelöst und dem Ministerium für natürliche Ressourcen direkt unterstellt.

## Behördenleiter
| 1                                    | Konteradmiral Qi Yong (齐勇, 1915–1968)             | 1964 – 1968 |
| wegen Kulturrevolution nicht besetzt |                                                     |             |
| 2                                    | Flottillenadmiral Shen Zhendong (沈振东, 1917–1992) | 1977 – 1982 |
| 3                                    | Flottillenadmiral Luo Yuru (罗钰如, 1915–1999)      | 1982 – 1985 |
| 4                                    | Yan Hongmo (严宏谟, * 1932)                         | 1985 – 1995 |
| 5                                    | Zhang Dengyi (张登义, * 1939)                       | 1995 – 2000 |
| 6                                    | Wang Shuguang (王曙光, * 1945)                      | 2000 – 2005 |
| 7                                    | Sun Zhihui (孙志辉, * 1949)                         | 2005 – 2011 |
| 8                                    | Liu Cigui (刘赐贵, * 1955)                          | 2011 – 2015 |
| 9                                    | Wang Hong (王宏, * 1963)                            | 2015 –      |

## Meeresbeobachtungssatelliten
Die Staatliche Ozeanverwaltung organisierte auch Bau und Betrieb von Ozeanbeobachtungssatelliten der Haiyang-Serie, deren erster, Haiyang 1A, am 15. Mai 2002 gestartet wurde.
2019 wurde hierfür das das Nationale Zentrum für ozeanographische Satellitenanwendungen (国家卫星海洋应用中心) gegründet, das wie das Polarforschungszentrum dem Ministerium direkt untersteht.
Bislang wurden folgende Satelliten gestartet:
- Haiyang 1A (15. Mai 2002)[14][15]
- Haiyang 1B (11. April 2007)[16][17]
- Haiyang 2A (15. August 2011)[18]
- Haiyang 1C (7. September 2018)[19][20]
- Haiyang 2B (24. Oktober 2018)[21][22]
- Haiyang 1D (10. Juni 2020)[23][24]
- Haiyang 2C (21. September 2020)[25][26]
- Haiyang 2D (19. Mai 2021)[27]
- Haiyang 3A (16. November 2023)[28][29][30]

Der am 29. Oktober 2018 gestartete CFOSat war eine 2006 in die Wege geleitete Kooperation zwischen der Staatlichen Ozeanverwaltung und dem französischen Centre national d’études spatiales (CNES).

## Bodenstationen
Zum Empfang der von den Meeresbeobachtungssatelliten übermittelten Daten stehen seit 2002 zwei Bodenstationen zur Verfügung:
- Empfangsstation Peking (北京接收站) mit einer von der amerikanischen SeaSpace Corporation importierten TeraScan-Parabolantenne von 4,5 m,[33] die durch ein Radom von 5,5 m vor der Witterung geschützt wird. Die Antenne besitzt einen X-Band-Empfänger, mit dem nicht nur die Daten der Haiyang-Satelliten, sondern auch diejenigen des Moderate-resolution Imaging Spectroradiometer auf den Satelliten des amerikanischen Earth Observing System empfangen werden können. Die Antenne kann um drei Achsen gedreht werden und einem Satelliten automatisch folgen. Der Empfänger ist für Datenübertragungsraten von 1 bis 160 Mbit/s ausgelegt, als Modulationsverfahren können binäre Phasenumtastung, Quadraturphasenumtastung, Unbalanced QPSK, Staggered QPSK oder Adaptive QPSK verwendet werden.
 Außerdem besitzt die Empfangsstation Peking eine L-Band-Antenne von 1,5 m Durchmesser, die von einem Radom mit 1,8 m Durchmesser geschützt wird. Diese Antenne kann zur Verfolgung von Satelliten programmiert werden und dient dazu, nach dem CHRPT-Verfahren (Chinese High Resolution Picture Transmission) übertragene Daten von in Polarbahnen um die Erde kreisenden Wettersatelliten der Serien Fengyun 1 und Fengyun 3 sowie nach dem HRPT-Verfahren (High Resolution Picture Transmission)[34] übertragene Daten von Wettersatelliten der National Oceanic and Atmospheric Administration der USA zu empfangen.
- Bodenstation Sanya (三亚地面站) in der Ferienanlage Haipo (海坡旅游度假区) an der Yalong-Bucht im Stadtbezirk Jiyang von Sanya im Süden der Insel Hainan. Die dortigen Einrichtungen stammen alle aus chinesischer Produktion. Die Parabolantenne der Station besitzt einen Durchmesser von 5,2 m, mit dem kombinierten X- und L-Band-Empfänger können Daten der Haiyang-, der Fengyun-, der EOS- und der NOAA-Satelliten empfangen werden. Dieser Empfänger ist für Datenübertragungsraten von 0,1 bis 160 Mbit/s ausgelegt.[35]